# Phyllagathis sessilifolia
Phyllagathis sessilifolia är en tvåhjärtbladig växtart som beskrevs av Carlo Hansen. Phyllagathis sessilifolia ingår i släktet Phyllagathis och familjen Melastomataceae. Inga underarter finns listade i Catalogue of Life.